# Гольчево (гміна)
Гміна Гольчево (пол. Gmina Golczewo) — місько-сільська гміна у північно-західній Польщі. Належить до Каменського повіту Західнопоморського воєводства.
Станом на 31 грудня 2011 у гміні проживало 6070 осіб.

## Територія
Згідно з даними за 2007 рік площа гміни становила 175.39 км², у тому числі:
- орні землі: 46.00%
- ліси: 44.00%

Таким чином, площа гміни становить 17.42% площі повіту.

## Населення
Станом на 31 грудня 2011:
| Опис     | Загалом | Загалом | Чоловіки | Чоловіки | Жінки | Жінки |
| -------- | ------- | ------- | -------- | -------- | ----- | ----- |
| одиниця  | осіб    | %       | осіб     | %        | осіб  | %     |
| все      | 6070    | 100     | 3057     | 50.36    | 3013  | 49.64 |
| міське   | 2746    | 100     | 1358     | 49.45    | 1388  | 50.55 |
| сільське | 3324    | 100     | 1699     | 51.11    | 1625  | 48.89 |

## Сусідні гміни
Гміна Ґольчево межує з такими гмінами: Волін, Ґрифіце, Камень-Поморський, Новоґард, Плоти, Пшибернув, Свежно.